# São José da Tapera
São José da Tapera é um município brasileiro do estado de Alagoas. Fica a 240 km da capital Maceió. Tem aproximadamente 65 sítios e 5 povoados. Sua população estimada em 2022  era de 30.604 habitantes, conforme o censo demográfico de 2022.

## História
A colonização de São José da Tapera foi iniciada em 1900, na fazenda existente no local onde hoje situa a cidade. Era uma propriedade agrícola pertencente à família Maciano. Próximo à fazenda, residia Antônio Francisco Alves, conhecido como Antônio Marruá.
Anos depois, procedente de Pão de Açúcar, chegou à região Afonso Soares Vieira, instalando ali uma casa de comércio. Tempo depois, foi criada uma feira de grande aceitação pelos moradores das vizinhanças.
A iniciativa fez com que a presença de agricultores de outros município conhecessem a fertilidade das terras locais, incentivando-os a instalar propriedades no novo núcleo que ali se formava. Começaram, então a proliferar casas de taipa (taperas). Em seguida, foi construída uma capela dedicada a São José. Aproveitaram a existência das edificações simples, batizando o local com o nome de São José da tapera.
Foi elevado à categoria de município com a denominação de São José da Tapera, pela lei estadual nº 2084, de 24-12-1957, desmembrado de Pão de Açúcar. Sede no antigo distrito de São José da Tapera. Constituído do distrito sede. Instalado em 01-01-1959.

## Geografia

### Clima
O clima da região é tropical com estação seca (Classificação climática de Köppen-Geiger: As).

## Cultura

### Festividades
A maior movimentação ocorre com a visita de turistas de outros municípios durante as principais festividades:
- Festa do padroeiro;
- São João (24 de junho)
- São José (19 de março);
- Nossa Senhora das Dores (15 de setembro).